# Kraienkoeppe

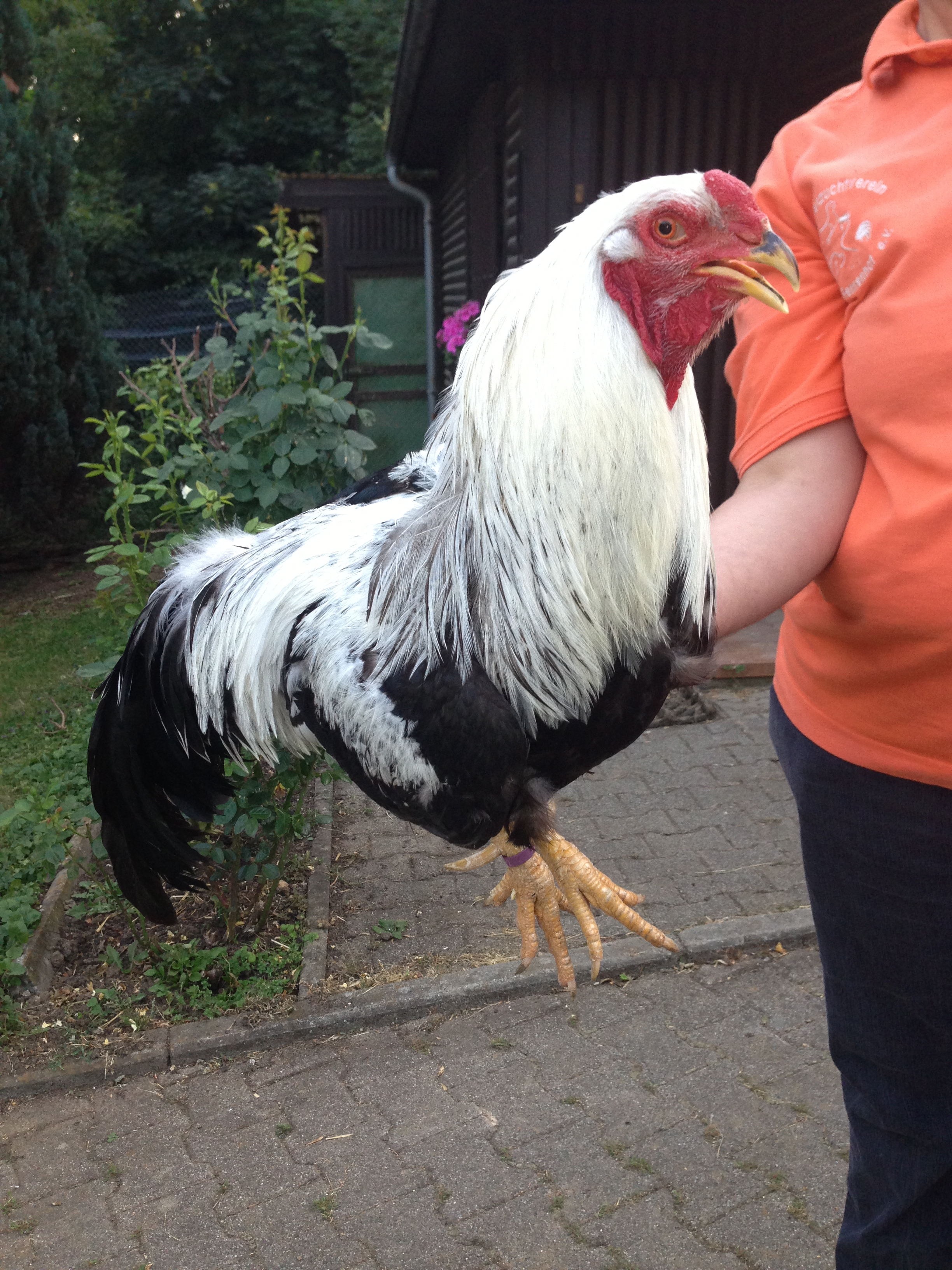
Kraienkoeppe, tupp.

Kraienkoeppe är en lätt hönsras från Nederländerna. Första gången den visades på utställning var på 1940-talet. Den framavlades genom en korsning av bland annat den italienska lanthönsrasen leghorn och malayer, en stridshönsras med ursprung från Asien. Kraienkoeppe påminner till kroppsbyggnaden om lanthönset, men huvudet och hållningen bär en viss prägel av stridshönset. Den är en god värpras och en dvärgvariant finns framavlad, även den i Nederländerna på 1940-talet. 
Det finns två olika färgvarianter av kraienkoeppe, guldhalsad och silverhalsad. En höna väger 1,7-2 kilogram och en tupp väger 2-2,5 kilogram. För dvärgvarianten är vikten för en höna cirka 750 gram och för en tupp 850 gram. Äggen från en stor höna har vit till vitgul skalfärg och väger ungefär 55 gram. Dvärgvariantens ägg har ljusgul skalfärg och väger omkring 35 gram. Hönorna har medelmåttig ruvlust, men om de är villiga att ruva fram kycklingar tar de god hand om dem. Rasens temperament är trots dess inslag av stridshöns lugnt och den är vanligen lätt att få tam, men om tupparna hamnar i en kampsituation slåss de bra.
Kraienkoeppe skall inte förväxlas med rasen kraaikoppen, som är det inhemska namnet på en nederländsk hönsras som i Sverige heter breda.

## Färger
- Guldhalsad
- Silverhalsad